# Rotationssymmetri

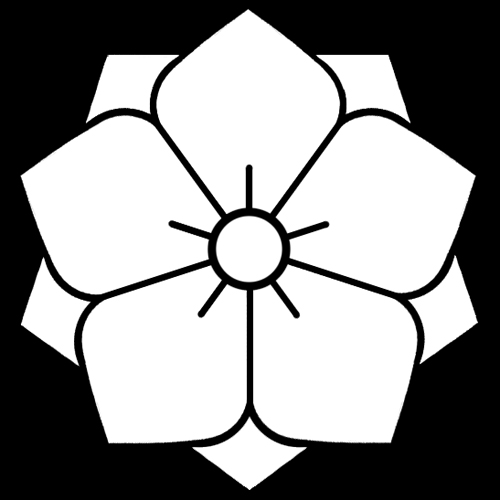
En figur med 5-faldig rotationssymmetri är oförändrad om den roteras över en vinkel 2π/5 = 72°.

En figur eller en kropp sägs vara rotationssymmetrisk om det på något sätt går att dra en axel genom föremålet och det förblir oförändrat om det roteras runt denna rotationsaxel över vissa eller valfria vinklar. En rotationssymmetrisk kropp uppstår då man tar valfri figur och roterar denna runt en tänkt centrumlinje, och består då av den volym som figuren passerar i rummet då den roteras.